# Backyard Babies
Die Backyard Babies sind eine Rockband aus Nässjö, Schweden.

## Bandgeschichte

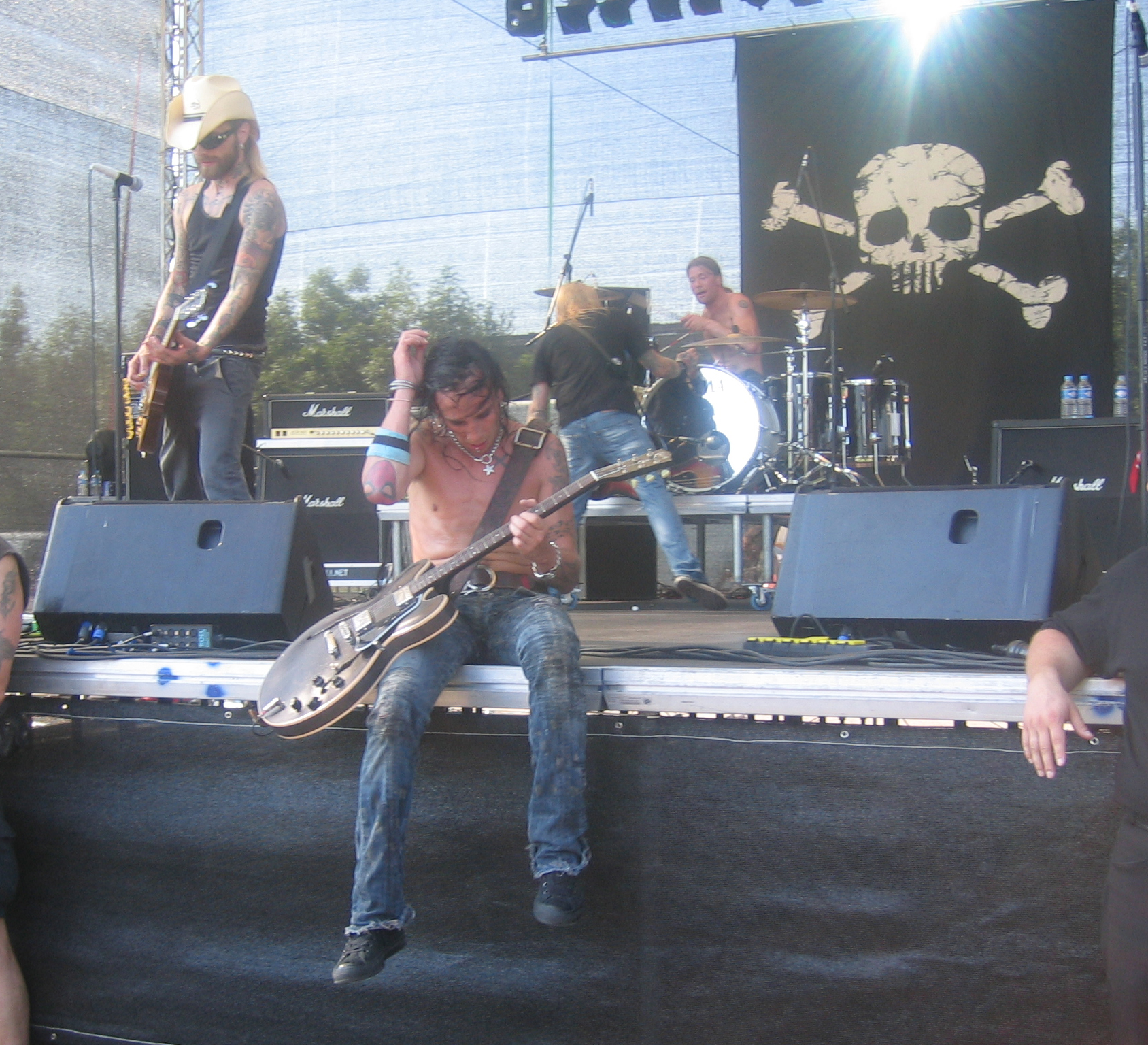
Backyard Babies, 2006

Die Bandmitglieder gingen auf dieselbe Schule, und nach ihrer Gründung 1987, einem Demo und einigen Live-Auftritten wurde 1989 der eigentliche Sänger Tobias „Tobbe“ Fischer wegen musikalischer Differenzen gefeuert und durch Nicke Borg ersetzt. Es folgten zwei weitere Demos und eine nationale Tournee, bevor 1991 das erste offizielle Release kam – die EP Something to Swallow. 1993 wurden sie vom schwedischen Musiklabel Megarock unter Vertrag genommen. Ein Jahr später wurde das erste Album Diesel & Power veröffentlicht. Da Dregen zu der Zeit auch Gitarrist bei den 1994 von ihm mitgegründeten Hellacopters war, wurde es bis 1997 sehr ruhig um die Backyard Babies. 1998 erschien das zweite Album Total 13. Ein Jahr später verließ Dregen die Hellacopters, um sich von nun an ausschließlich um die Backyard Babies zu kümmern. 2001 erschien das Album Making Enemies is Good, welches der Band endgültig internationale Bekanntheit einbrachte und 2003 das Album Stockholm Syndrome. 2006 kam dann das nächste Album People like People like People like us auf den Markt. Mit ihrem bisher fünften Album entfernten sie sich ein weiteres Stück vom Stil des Erfolgsalbums Total 13, begründen ihre Weiterentwicklung zu ruhigeren Songs aber weniger mit ihrem Alter als gestiegenem Selbstvertrauen. Produziert wurde das Album vom Hellacopters-Chef Nicke Andersson, der während der Produktionsphase zum fünften Bandmitglied wurde und zudem an You Cannot Win mitschrieb.
Am 13. August 2008 erschien das Album Backyard Babies.
Als bedeutende Einflüsse nennt die Band die Ramones, Warrior Soul, KISS und Hanoi Rocks. Für weitere Vorbilder wie AC/DC, Monster Magnet, Social Distortion, Velvet Revolver und Mötley Crüe durften sie auch schon auf Tourneen als Support dienen. Des Weiteren war der kanadische Rocker Danko Jones mit seiner gleichnamigen Band auf der 2001er Making-Enemies-Tour Support der Babies. 2009 waren die Backyard Babies wiederum Vorband für Danko Jones.
Ende 2009 feierte die Band ihr 20-jähriges Bandbestehen (in dieser Besetzung) mit der Veröffentlichung eines CD/DVD-Sets namens Them XX.
Enthalten sind eine Best-of-CD, zwei CDs mit B-Seiten und nicht auf regulären Veröffentlichungen zu findenden Songs sowie eine erweiterte Neu-Auflage der DVD Jetlag – The Movie. Den Rahmen des Sets bildet ein Fotoband, der Fotos aus der Bandgeschichte zeigt. Ein Großteil dieser Bilder wurde von Hobbyfotograf und Schlagzeuger Peder Carlsson geschossen.
Die Veröffentlichung wurde mit einer für die Band vergleichsweise kurzen Tournee begleitet, auf die eine mehrjährige Bandpause folgte.
Nicke Borg nutzt diese Schaffenspause für sein Soloprojekt Homeland. Dregen spielte von Juni 2011 bis März 2014 in der Soloband des Ex-Hanoi Rocks Sängers Michael Monroe.
Am 25. September 2013 veröffentlichte Dregen sein erstes Soloalbum.
Im Sommer 2014 begann die Band an einem neuen Album zu arbeiten. Am 5. Juni 2015 spielten sie auf dem Sweden Rock Festival ihren ersten Auftritt seit 2010. Das neue Album Four by Four erschien wenige Monate später, am 28. August 2015.

## Diskografie

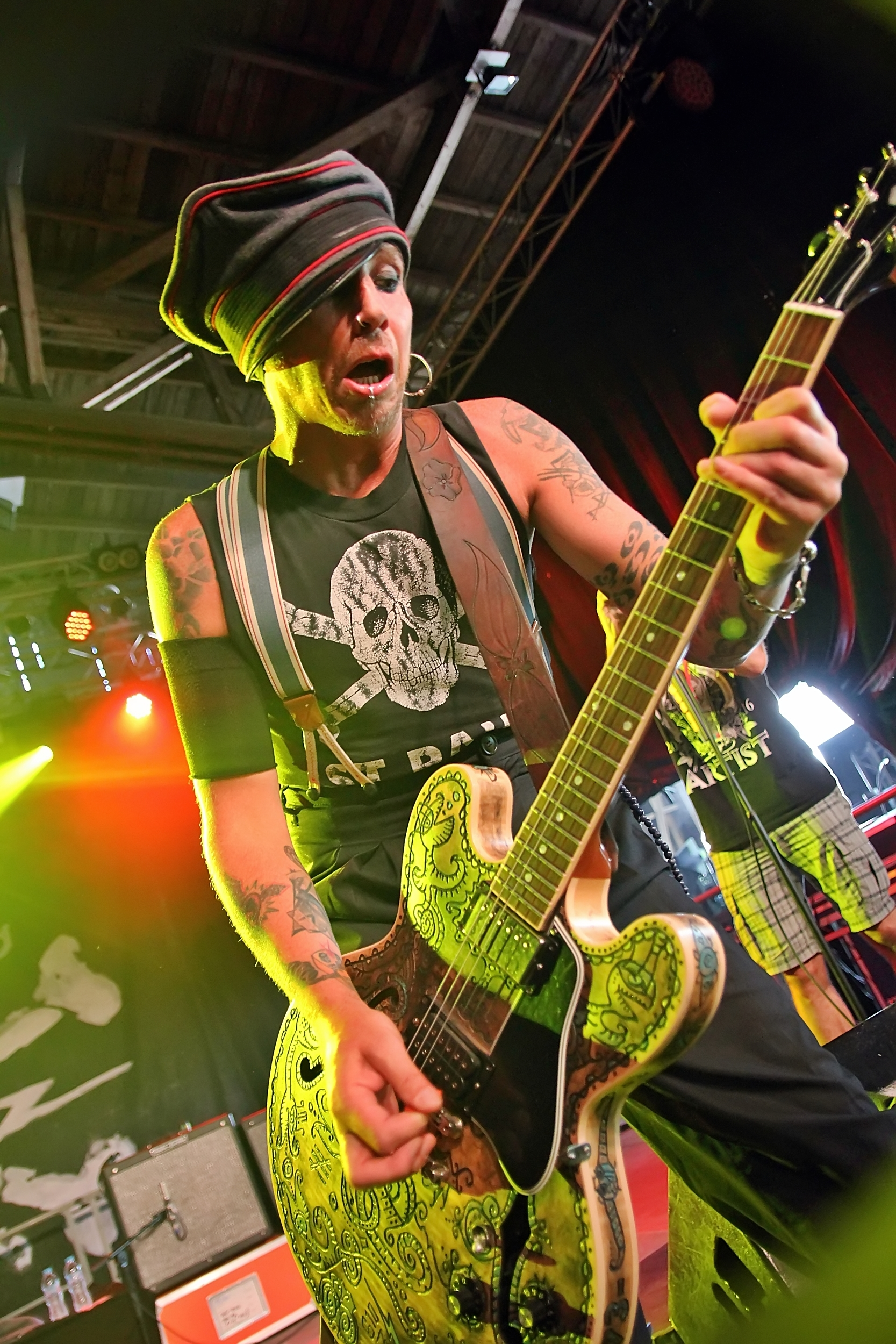
Dregen bei der Classic Rock Night in Pyras 2018

### Alben
Studioalben

| Jahr | Titel Musiklabel                                | Höchstplatzierung, Gesamtwochen, AuszeichnungChartplatzierungen (Jahr, Titel, Musiklabel, Platzierungen, Wochen, Auszeichnungen, Anmerkungen) | Höchstplatzierung, Gesamtwochen, AuszeichnungChartplatzierungen (Jahr, Titel, Musiklabel, Platzierungen, Wochen, Auszeichnungen, Anmerkungen) | Höchstplatzierung, Gesamtwochen, AuszeichnungChartplatzierungen (Jahr, Titel, Musiklabel, Platzierungen, Wochen, Auszeichnungen, Anmerkungen) | Anmerkungen                             |
| Jahr | Titel Musiklabel                                | DE | CH | SE | Anmerkungen                             |
| ---- | ----------------------------------------------- | --- | --- | --- | --------------------------------------- |
| 1994 | Diesel and Power Megarock Records               | — | — | — | Erstveröffentlichung 1994               |
| 1998 | Total 13 MVG Records                            | — | — | SE12 (18 Wo.)SE | Erstveröffentlichung 1998               |
| 2001 | Making Enemies Is Good BMG Sweden               | DE82 (1 Wo.)DE | — | SE1 (13 Wo.)SE | Erstveröffentlichung am 28. Mai 2001    |
| 2003 | Stockholm Syndrome RCA Records                  | DE63 (2 Wo.)DE | — | SE2 (23 Wo.)SE | Erstveröffentlichung 2003               |
| 2006 | People Like People Like People Like Us Sony BMG | — | — | SE3 (10 Wo.)SE | Erstveröffentlichung 2006               |
| 2008 | Backyard Babies Billion Dollar Babies           | — | — | SE1 (7 Wo.)SE | Erstveröffentlichung 2008               |
| 2015 | Four by Four Sony Music Entertainment           | DE78 (1 Wo.)DE | — | SE2 (3 Wo.)SE | Erstveröffentlichung am 28. August 2015 |
| 2019 | Sliver and Gold Century Media                   | DE22 (1 Wo.)DE | CH76 (1 Wo.)CH | SE5 (1 Wo.)SE | Erstveröffentlichung am 1. März 2019    |

Livealben

| Jahr | Titel Musiklabel       | Höchstplatzierung, Gesamtwochen, AuszeichnungChartsChartplatzierungen (Jahr, Titel, Musiklabel, Platzierungen, Wochen, Auszeichnungen, Anmerkungen) | Anmerkungen               |
| Jahr | Titel Musiklabel       | SE | Anmerkungen               |
| ---- | ---------------------- | --- | ------------------------- |
| 2005 | Live Live in Paris BMG | SE19 (2 Wo.)SE | Erstveröffentlichung 2005 |

Kompilationen
- 1998: Safety Pin & Leopard Skin - 6 Live, 1 Cover and 2 for the B-Side Lover (MVG Records)
- 2001: Independent Days (MVG Records)
- 2002: From Demos to Demons 1989-1992 (Powerline Records)
- 2005: Tinnitus (Liquer And Poker Music)
- 2009: Them XX (Billion Dollar Babies)

### Extended Plays

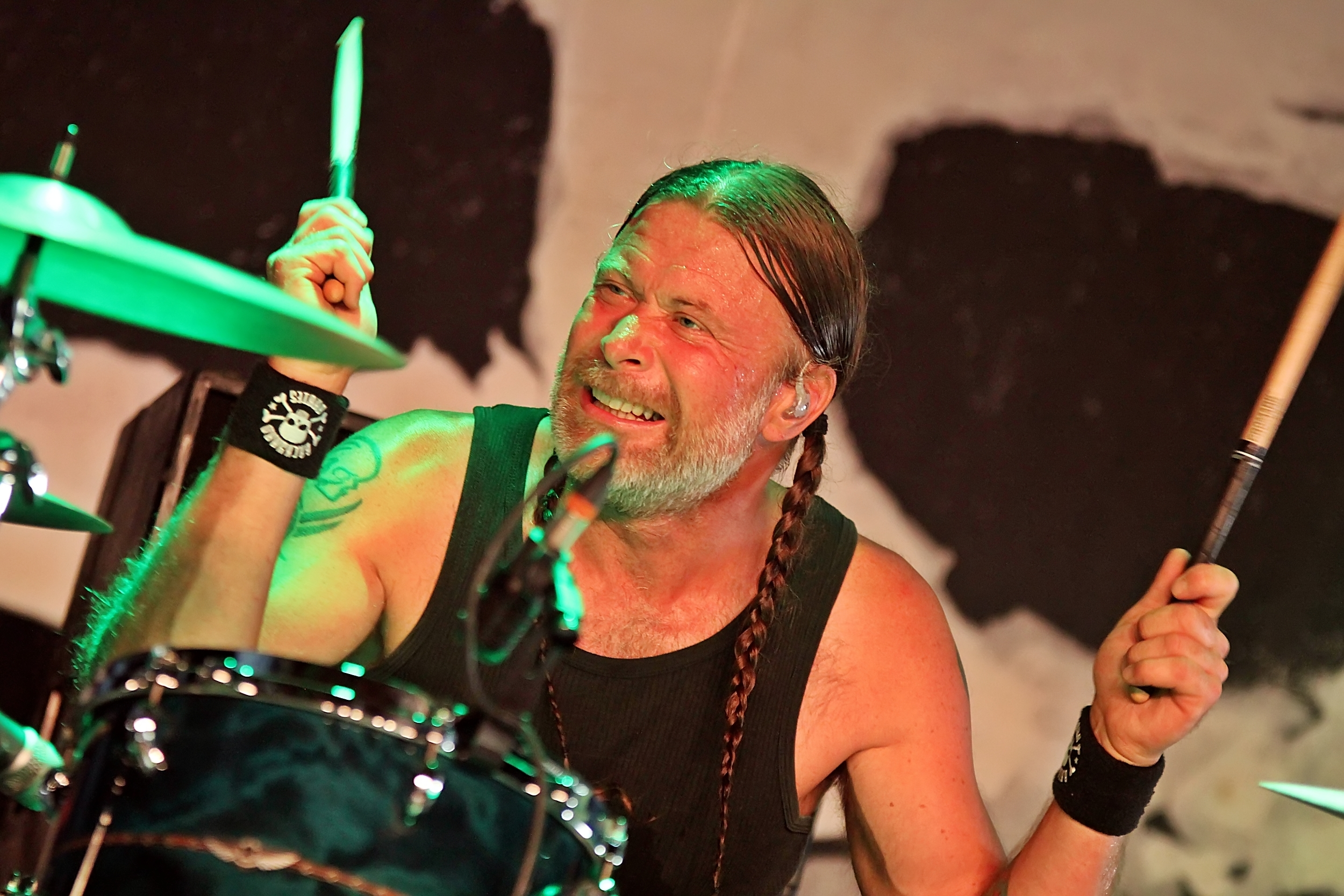
Peder Carlsson mit den Backyard Babies in Pyras 2018

| Jahr | Titel       | Höchstplatzierung, Gesamtwochen, AuszeichnungChartplatzierungen (Jahr, Titel, Platzierungen, Wochen, Auszeichnungen, Anmerkungen) | Höchstplatzierung, Gesamtwochen, AuszeichnungChartplatzierungen (Jahr, Titel, Platzierungen, Wochen, Auszeichnungen, Anmerkungen) | Anmerkungen                                |
| Jahr | Titel       | UK | SE | Anmerkungen                                |
| ---- | ----------- | --- | --- | ------------------------------------------ |
| 1997 | Knockouts!  | — | SE54 (1 Wo.)SE | Erstveröffentlichung 1997 über MVG Records |
| 1997 | Look at You | UK88 (1 Wo.)UK | SE56 (1 Wo.)SE |                                            |

### Singles
| Jahr | Titel Album                                                                   | Höchstplatzierung, Gesamtwochen, AuszeichnungChartplatzierungen (Jahr, Titel, Album, Platzierungen, Wochen, Auszeichnungen, Anmerkungen) | Höchstplatzierung, Gesamtwochen, AuszeichnungChartplatzierungen (Jahr, Titel, Album, Platzierungen, Wochen, Auszeichnungen, Anmerkungen) | Anmerkungen |
| Jahr | Titel Album                                                                   | UK | SE | Anmerkungen |
| ---- | ----------------------------------------------------------------------------- | --- | --- | ----------- |
| 1998 | Bombed (Out of My Mind) Total 13                                              | UK95 (1 Wo.)UK | — |             |
| 1998 | Highlights Total 13                                                           | UK79 (1 Wo.)UK | — |             |
| 2001 | Brand New Hate Making Enemies Is Good                                         | — | SE14 (9 Wo.)SE |             |
| 2003 | Minus Celsius Stockholm Syndrome                                              | — | SE21 (13 Wo.)SE |             |
| 2004 | A Song for the Outcast Stockholm Syndrome                                     | — | SE34 (3 Wo.)SE |             |
| 2004 | Friends Stockholm Syndrome                                                    | — | SE57 (2 Wo.)SE |             |
| 2006 | The Mess Age (How Could I Be So Wrong) People Like People Like People Like Us | — | SE43 (4 Wo.)SE |             |
| 2006 | Dysfunctional Professional People Like People Like People Like Us             | — | SE3 (2 Wo.)SE |             |

Singles ohne Chartplatzierungen
- 1994: Electric Suzy(Megarock Records) von Diesel and Power
- 1998: Bombed (Out of My Mind) (MVG Records)
- 1998: Highlights (MVG Records) von Total 13
- 1998: Is It Still Alright to Smile? (Bad Afro Records)
- 1998: Babylon (Pastor)
- 2001: The Clash (BMG Sweden) von Making Enemies Is Good
- 2006: Roads (RCA Records) von People Like People Like People Like Us
- 2008: Fuck Off and Die (Bootleg Booze Records) von Backyard Babies
- 2008: Nomadic (Spinefarm Records)
- 2009: Drool (Spinefarm Records)
- 2009: Abandon (Spinefarm Records)
- 2009: Degenerated von Backyard Babies
- 2015: Th1rt3en or Nothing von Four by Four

### Videoalben
- 2005: Jetlag the Movie (RCA)
- 2006: Live Zone (LiveZone)

### Sonstige Veröffentlichungen
- 1991: Something to Swallow (EP, Eigenproduktion)
- 1992: Bite & Chew – 5 Track Demo (MC, Eigenproduktion)
- 1997: Supershow (Split-EP mit The 69 Eyes, Rubber Rabbit Rock'N'Roll Records)
- 1998: Total 05 (EP, MVG Records)
- 2004:  A Remix for the Outcast (Remix-EP, Sound Pollution)

### Exklusive Samplerbeiträge
- 1996: Teenagers from Mars auf Hell on Earth … Hail to Misfits
- 1997: One Track mind auf Stranded in the Doll’s House - Tribute to Johnny Thunders and Jerry Nolan
- 2002: Pet Sematary auf The Song Ramones the Same
- 2002: Jack the Ripper auf National Sånger (Hymner Från Vågen Och EPAs Torg)